# Budětsko
Budětsko – gmina w Czechach, w powiecie Prościejów, w kraju ołomunieckim. Według danych z dnia 1 stycznia 2012 liczyła 414 mieszkańców.
Dzieli się na trzy części:
- Budětsko
- Slavíkov
- Zavadilka